# André Kostelanetz

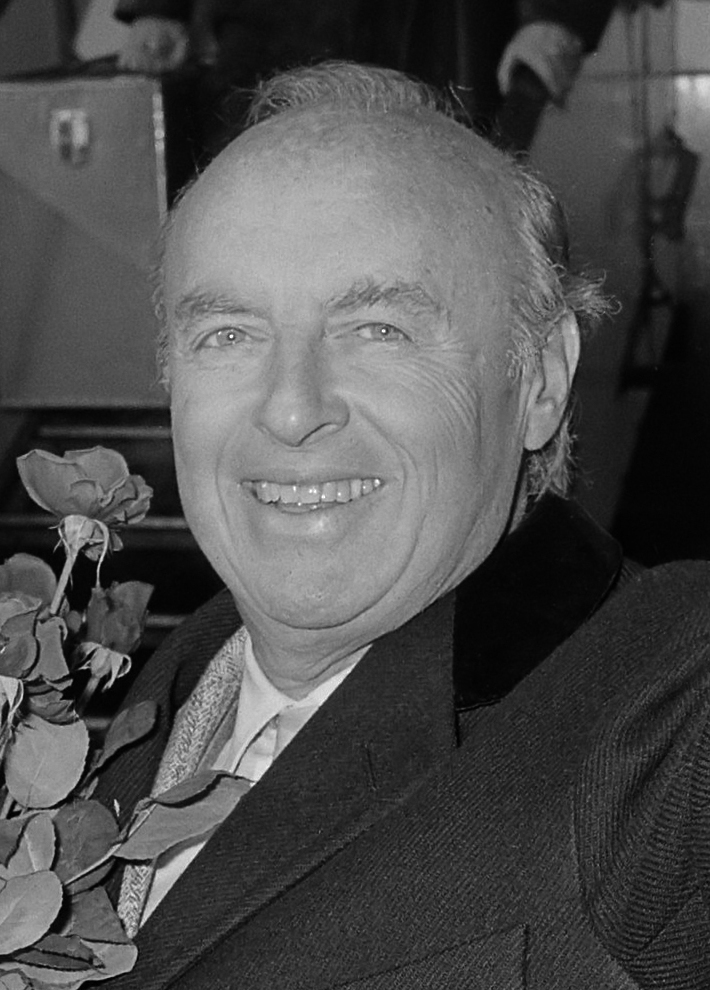
André Kostelanetz (1963)

André Kostelanetz (* 22. Dezember 1901 in St. Petersburg; † 13. Januar 1980 in Port-au-Prince) war ein in Russland geborener US-amerikanischer Dirigent und Arrangeur.

## Leben
Kostelanetz entstammte einer russisch-jüdischen Familie, studierte von 1920 bis 1922 am Sankt Petersburger Konservatorium und übersiedelte anschließend in die USA, deren Staatsbürgerschaft er 1928 annahm. 1930 wurde er Dirigent bei CBS Radio. Während des Zweiten Weltkriegs gab er zahlreiche Konzerte für die amerikanischen Truppen. Außerdem wirkte er bei verschiedenen Orchestern als Gastdirigent und wurde später Erster Dirigent der Promenade Concerts der New Yorker Philharmoniker.
Kostelanetz gab eine Reihe von Werken in Auftrag bei Komponisten wie Aaron Copland, Alan Hovhaness (And God Created Great Whales), Ferde Grofé und William Schuman. Für seine Konzerte und Plattenaufnahmen arrangierte er zahlreiche Werke der populären klassischen Musik sowie des Easy Listening.
Kostelanetz war in erster Ehe mit der Sängerin Lily Pons verheiratet. Während eines Ferienaufenthalts auf Haiti erlag er 1980 einer Lungenentzündung.
1981 erschienen die gemeinsam mit Gloria Hammond entstandenen Echoes: Memoirs of André Kostelanetz.

## Diskografie (Auswahl)
Alben

| Jahr | Titel                    | Höchstplatzierung, Gesamtwochen, AuszeichnungChartsChartplatzierungen (Jahr, Titel, Platzierungen, Wochen, Auszeichnungen, Anmerkungen) | Anmerkungen |
| Jahr | Titel                    | US | Anmerkungen |
| ---- | ------------------------ | --- | ----------- |
| 1945 | Music of George Gershwin | US5 (2 Wo.)US |             |
| 1955 | Meet Andre Kostelanetz   | US4 (13 Wo.)US |             |
| 1964 | New York Wonderland      | US68 (7 Wo.)US |             |
| 1969 | Traces                   | US200 (2 Wo.)US |             |
| 1969 | Sounds of Love           | US194 (2 Wo.)US |             |
| 1971 | Love Story               | US183 (2 Wo.)US |             |

Weitere Alben
- 1965: Wonderland of Golden Hits (US: Gold)